# Deschampsia klossii
Deschampsia klossii är en gräsart som beskrevs av Henry Nicholas Ridley. Deschampsia klossii ingår i släktet tåtlar, och familjen gräs. Inga underarter finns listade i Catalogue of Life.